# Arroios (Vila Real)
Arroios is een plaats (freguesia) in de Portugese gemeente Vila Real en telt 955 inwoners (2001).